# 2018年12月逝世人物列表
2018年逝世人物列表：1月 - 2月 - 3月 - 4月 - 5月 - 6月 - 7月 - 8月 - 9月 - 10月 - 11月 - 12月
2018年12月逝世人物列表，是用於匯總2018年12月期間逝世人物的列表。

## 依日期排序

### 31日
- 馬承年，88歲，中国人，南京大屠殺倖存者。[1]
- 刘毅，58岁，中国企业家，北京首都旅游集团总经理。[2]
- 钱树森，92岁，中国政治人物，新疆维吾尔自治区政协第五、六届委员会秘书长。[3]
- 施炳智，98岁，中国官员，原安徽省建筑工程局党委委员、副局长、顾问。[4]
- 陈传才，82岁，中国学者，中国人民大学文学院教授，原中文系主任。[5]
- 刘光华，100岁，中国建筑学者和建筑教育家。[6]
- 任世源（朝鲜语：임세원），47歲，韓國精神病專科醫生和醫學院教授，謀殺（朝鲜语：강북삼성병원 정신과 의사 살인 사건）。[7]
- 小馬克·吉力拉（英语：Mark Killilea Jnr），79歲，愛爾蘭政治人物，前歐洲議會及爱尔兰众议院議員。[8]
- 沃倫·麥肯齊（英语：Warren MacKenzie），94歲，美國陶器師。[9]
- 古仁榮，89歲，台灣鐵道攝影家。[10]
- 雷·索耶（英语：Ray Sawyer），81歲，美國鄉村搖滾歌手，為樂團虎克博士與藥物秀（英语：Dr. Hook & the Medicine Show）的主唱。病逝。[11]

### 30日
- 卡梅隆·M·亞歷山大（英语：Cameron M. Alexander），86歲，美國浸信會牧師。[12]
- 朱迪斯·里奇·哈里斯（英語：Judith Rich Harris），80岁，美国心理学家、作家。[13]
- 唐·盧斯科（英语：Don Lusk），105歲，美國藝術家，曾任迪士尼動畫師。[14]
- 莫利奈·森，95歲，孟加拉製片人，死於心臟病。[15]
- 赫克托·蒂梅曼（英语：Héctor Timerman），65歲，阿根廷記者和政治人物，前外交和宗教事務部部長（英语：List of Ministers of Foreign Affairs and Worship），死於肝癌。[16]
- 清德长老，94岁，中国佛教僧人，中国佛教协会咨议委员会副主席、四川省佛教协会名誉会长。[17]

### 29日
- 林嶺東，63歲，香港電影導演，家中猝死。[18][19][20]
- 梁维燕，89岁，中国发电工程及设备制造领域专家，中国工程院院士。[21]
- 李永恒，85岁，中国政治人物，天津市和平区人大常委会原主任。[22]
- 賽義德·賈漢吉爾（英语：Syed Jahangir），83歲，孟加拉畫家。[23]
- 阿爾多·派瑞索（英语：Aldo Parisot），100歲，巴西裔美國大提琴家。[24]

### 28日
- 葉英堃，93歲，台灣醫師、台北市立療養院創院院長。[25]
- 邓琢成，87岁，中国官员，原煤炭工业部松藻矿务局党委书记。[26]
- 李少华，中国程序员，Linux内核开发者。[27]
- 阿卜杜勒-马利克·本哈比勒斯（阿拉伯語：عبد المالك بن حبيلس），98岁，阿尔及利亚政治家。[28]
- 聖雅各·加西亞·阿拉西爾（英语：Santiago García Aracil），78歲，西班牙羅馬天主教主教，前天主教哈恩教區主教、天主教梅里达-巴达霍斯总教区大主教。[29]
- 塞都·巴登·庫雅特（英语：Seydou Badian Kouyaté），78歲，馬里作家和政治人物，國歌《为了非洲也为了你，马里》作詞人。[30]
- 乔治·卢安热（法語：Georges Loinger），108歲，法國猶太人，二戰期間法國反抗組織成員，曾拯救至少350名猶太孩童免於納粹屠殺。[31]
- 藤田淑子（日語：藤田 淑子），68岁，日本女性声优和歌手。乳腺癌。[32]
- 阿摩斯·奥兹（希伯來語：עמוס עוז），拉丁化：Amos Oz，79歲，以色列作家。死於癌症。[33]
- 謝胡·沙加里（英語：Shehu Shagari），93歲，奈及利亞政治人物，前總統。[34]
- 彼得·希尔-伍德（英語：Peter Hill-Wood），82岁，英国商人，英超球队阿森纳前主席。[35]
- 琼恩·维特费尔德女爵士（英語：Dame June Whitfield），93歲，英國女演員。[36]

### 27日
- 夏树芳，88岁，中国古生物学家和地质科普作家，南京大学地质系教授。[37]
- 克里斯·巴勒斯（英语：Chris Burrous），43歲，美國新聞主播、KTLA（英语：KTLA）電視台當家台柱。[38]
- 讓·杜蒙蒂耶（英语：Jean Dumontier），83歲，加拿大建築師，死於癌症。[39]
- 日本死刑犯絞刑執行：
  - 岡本啓三（日語：岡本 啓三），60歲，1988年在大阪犯下綁架撕票案。[40]
  - 末森博也（日語：末森 博也），67歲，岡本啓三的共犯。[40]
- 理查德·阿文·奧弗頓（英語：Richard Arvin Overton），112歲，美國最年老的人及最年老的二戰老兵。[41]
- 布珀·托莫倫（英语：Bumper Tormohlen），81歲，美國棒球運動員（亚特兰大老鹰）[42]
- 全泰冠（朝鲜语：전태관），56歲，韓國歌手，1980年代韓國經典樂隊春夏秋冬（朝鲜语：봄여름가을겨울）成員。死於腎癌。[43]

### 26日
- 法蘭克·亞度尼斯（法语：Frank Adonis），83歲，美國演員，死於腎臟相關的健康問題。[44]
- 西奧多·安東尼奧（英语：Theodore Antoniou），83歲，希臘作曲家和指揮，死於腦退化症併發症。[45]
- 約翰·卡爾弗（英语：John Culver），86歲，美國政治人物，前艾奥瓦州聯邦眾議院及參議院議員。[46]
- 賀伯·艾利斯（英语：Herb Ellis (actor)），97歲，美國性格演员（英语：Character actor）。[47]
- 罗伊·格劳伯（英語：Roy Glauber），93岁，美国物理学家，2005年诺贝尔物理学奖得主。[48]
- 大里索诺（英語：Sono Osato），99岁，美籍日裔芭蕾舞者和演员。[49]
- 勞倫斯·羅伯茲（英语：Lawrence Roberts (scientist)），81歲，美國工程科學家。開創現代互聯網技術前身的 ARPAnet 計劃創辦人。死於心臟病。[50][51]
- 南希·羅曼（英語：Nancy Roman），93岁，美国天文学家，哈伯望遠鏡之母。[52]
- 孟宥娜（韓語：맹유나），29歲，韓國歌手，心臟麻痺家中猝死。[53]
- 李墨林，97岁，中国官员，最高人民检察院原副厅级检察员。[54]

### 25日
- 劉賢鎮，82歲，馬來西亞前科學工藝與環境部長。病逝。[55]
- 刘莘，63岁，中国行政法学家，中国政法大学法学院教授，中国法学会行政法学研究会副会长。[56]
- 尼萊德拉納特·查克拉博蒂（英语：Nirendranath Chakravarty），94歲，印度詩人和作家，布杜里先生（英语：Bhaduri Moshai）創作者，死於心臟病。[57]
- 瓦爾特·奇爾森（英语：Walter Chilsen），95歲，美國政治人物，前威斯康星州參議院（英语：Wisconsin State Senate）議員。[58]
- 薛基·舒密特（英语：Sigi Schmid），65歲，德國職業足球教練。曾執教洛杉磯銀河、哥倫布機員及西雅圖海灣者等美國職業足球大聯盟俱樂部。死於心臟病。[59]

### 24日
- 骆继宾，86岁，中国气象学家，中国气象局原副局长、党组成员，正研级高级工程师。[60]
- 徐宗文，68岁，中国出版家、学者、诗人，中国辞赋学会原副会长。[61]
- 奧斯瓦爾多·拜爾（英语：Osvaldo Bayer），91歲，阿根廷作家（《巴塔哥尼亞的叛亂（英语：Rebellion in Patagonia）》）和記者。[62]
- 2018年墨西哥普埃布拉州直升机坠毁事故：[63][64]
  - 瑪莎·埃里卡·阿隆索·伊達爾戈（英语：Martha Erika Alonso Hidalgo），45岁，墨西哥政治家，普埃布拉州首任女性州長（英语：Governor of Puebla）。
  - 拉斐爾·莫雷諾·瓦爾·羅薩斯（英语：Rafael Moreno Valle Rosas），50岁，墨西哥政治家，普埃布拉州州长（2011-2017年）。
- 曹圭光（朝鲜语：조규광），92歲，韓國政治人物，前韓國憲法法院院長。[65]
- 耿伯瑞（英語：Brian Andrew Kennedy），55歲，愛爾蘭裔美國人，前美國政治記者、台灣高雄酒吧DC Stage老闆。[66]
- 威廉·C·湯普森（英语：William C. Thompson (New York judge)），94歲，美國政治人物，前纽约州参议院議員。[67]

### 23日
- 高玉倩，91岁，中国京剧旦角演员。[68]
- 杜美霞，88岁，中国京剧推广者，孟小冬女士国剧奖学基金会董事长，杜月笙之女。[69]
- 孙玉蓉，87岁，中国学者，中国矿业大学机电学院教授。[70]
- 阿爾弗雷德·貝德（英语：Alfred Bader），94歲，奧地利裔加拿大化學家和商人。[71]
- 納納·丘達薩馬（英语：Nana Chudasama），86歲，印度法學家和公務員。[72]
- 索菲·奧盧沃萊（英语：Sophie Oluwole），83歲，尼日利亞哲學家。[73]
- 埃利亚斯·施泰因（英語：Elias Stein），87岁，美国数学家。[74]

### 22日
- 安潔麗卡·加西亞·阿列塔（英语：Angélica García Arrieta），60歲，墨西哥公共會計師和政治人物，時任共和国参议院議員及国家复兴运动創立人。[75]
- 罗伯托·苏阿索·科尔多瓦（西班牙語：Roberto Suazo Córdova），91岁，洪都拉斯政治家，前总统。[76]
- 哈姆登下諾頓的艾思定勳爵（英語：The Lord Ashdown of Norton-sub-Hamdon），77歲，英國自由民主黨前黨魁，前國際社會駐波黑高級代表。[77]
- 吉科·盧威尼（英语：Jiko Luveni），72歲，斐濟政治人物，時任斐济议会議長。[78]
- 塔拉勒·本·阿卜杜拉齊茲·沙特（英语：Talal bin Abdulaziz Al Saud），87歲，沙特阿拉伯皇室成員，現任國王薩勒曼的兄長。病逝。[79][80]
- 赫里扬托，35歲，印尼演員，死於2018年巽他海峽海嘯[81]。

### 21日
- 沃爾特·阿蒂薩拉（英语：Walter Artizala），32歲，前厄瓜多爾哥革武異見人士（英语：FARC dissidents）和毒梟，被槍殺。[82]
- 賈利賓，39歲，中國大陸企業家，國企中遠海運能源運輸股份有限公司（中遠海能）總經理，墜樓身亡。[83]
- 邓斌，52岁，中国政治人物，四川蓬溪县委原书记。[84]
- 伍海鸥，97岁，中国军事人物，原兰州军区后勤部副部长、正军职离休干部。[85]
- 俞正，82岁，中国政治人物，甘肃省政协原副主席，中国国民党革命委员会甘肃省委会原主委，第十届全国政协常委。[86]
- 福雷斯特·費茲勒（英语：Forrest Fezler），69歲，美國高爾夫球手和高爾夫球場設計師，死於腦癌。[87]

### 20日
- 张奠宙，85岁，中国数学教育家，华东师范大学教授。[88]
- 计秋枫，55岁，中国学者，南京大学图书馆原馆长、南京大学历史学系原副主任，教授。[89]
- 陳瑋，47歲，旅美中國商人，有「中國環球飛行第一人」之稱。商翔實業公司（Sunshine Enterprise）創辦人兼執行長[90]。在美國喬治亞州亞特蘭大市飛機墜毀意外中身亡。[91][92]
- 张大森，74岁，中国柳琴、琵琶演奏家，作曲家、指挥家、教育家，中国广播民族乐团原团长。[93]
- F·W·伯恩斯坦（英语：F. W. Bernstein），80歲，德國詩人和漫畫家。[94]
- 小帕斯卡爾·F·卡杰羅（英语：Pascal F. Calogero Jr.），87歲，美國法官，前路易斯安那州最高法院（英语：Louisiana Supreme Court）首席法官。[95]
- 克劳斯·哈格吕普（英语：Klaus Hagerup），72岁，挪威作家、翻译家、演员和导演。[96]
- 唐纳德·莫法特（英語：Donald Moffat），87岁，英国演员。[97]

### 19日
- 铁木尔·达瓦买提（維吾爾語：تۆمۈر داۋامەت‎），92岁，中国维吾尔族政治人物，曾任新疆维吾尔自治区政府主席、全国人大常委会副委员长等职务，病逝。[98]
- 巴达拉呼，88岁，中国政治人物，内蒙古自治区七届人大常委会秘书长。[99]
- 诺曼·金贝尔（英语：Norman Gimbel），91歲，美國填詞家。[100]
- 梅尔·哈钦斯（英語：Mel Hutchins），90岁，美国篮球运动员。[101]
- 休·傑克（英语：Hugh Jack），89歲，澳洲奧運選手（1956年（英语：Athletics at the 1956 Summer Olympics – Men's long jump））。[102]
- 田錦河，77歲，新加坡實業家，老字號店舖寶源餅家第二代東主。死於心肌梗塞。[103]
- 伊娃·提夸爾（英语：Eva Tichauer），100歲，德國大屠殺倖存者和作家。[104]

### 18日
- 吴三大，85岁，中国书法家。[105]
- 关根忍（日語：関根 忍），75岁，日本柔道运动员，奥运会冠军（1972）。[106]
- 伊藤正男（日語：伊藤 正男），90岁，日本神经科学家。[107]
- 里克·L·法拉爾（英语：Rick L. Farrar），82歲，美國律師與政治人物，前路易斯安那州众议院議員。[108]
- 羅伯特·尼爾德（英语：Robert Neild），94歲，英國經濟學家。[109]
- 拉伊莫·瓦尔蒂亚（芬蘭語：Raimo Vartia），81岁，芬兰篮球运动员。[110]

### 17日
- 约恩·布吕明（英语：Jon Bluming），85岁，荷兰武术家、男演员。[111]
- 勞倫斯·庫里（英语：Lawrence Curry），82歲，美國政治人物，前宾夕法尼亚州众议院議員。[112]
- 潘妮·马歇尔（英語：Penny Marshall），75岁，美国女演员。[113]
- 羅納·拉蒙（英语：Rona Ramon），54歲，以色列教育家和活動家，死於癌症。[114]
- 安德烈·谢尔巴科夫（英语：Andrey Shcharbakow），27岁，白俄罗斯足球运动员，死於车祸。[115]

### 16日
- 李双良，96岁，中国治渣工人，全国劳动模范，联合国环境规划署“保护环境及改善环境卓越成果全球500佳金质奖章”获得者。[116]
- 翟翕武，102岁，中国政治人物，浙江省委原常委、省政府原副省长、原中共浙江省顾问委员会常委。[117]
- 张昕芝，98岁，中国政治人物，广西梧州市人大常委会原副主任、代主任。[118]
- 科林·克羅爾（英語：Colin Kroll），34歲，美國企業家，全球第一個短片平台「Vine」的創辦人之一。吸食毒品過量而死。[119]
- 埃拉爾多·伊西多里（英语：Eraldo Isidori），78歲，意大利政治人物，前眾議院議員，死於手術併發症。[120]
- T·K·韋瑟爾（英语：T. K. Wetherell），72歲，美國政治人物和學術高管，前佛羅里達州眾議院議長（英语：List of Speakers of the Florida House of Representatives）及佛罗里达州立大学校長。[121]

### 15日
- 吉尔马·沃尔德-乔治斯，93岁，埃塞俄比亚政治家，埃塞俄比亚总统（2001至2013年）。[122]
- 菲利普·穆罗（英语：Philippe Moureaux），79岁，比利时政治家。[123]
- 米伦卡·拉扎列维奇（英语：Milunka Lazarević），86岁，塞尔维亚国际象棋运动员。[124]
- 二月河，本名凌解放，73岁，中国作家，代表作品：《康熙大帝》、《雍正皇帝》、《乾隆皇帝》。[125]
- 羅本立，91歲，中華民國（台灣）陸軍退役一級上將，曾任聯勤總司令，國防部參謀總長，病逝。[126]
- 孙俊安，85岁，中国政治人物，辽宁省交通厅原党组副书记、副厅长。[127]
- 蓝光临，83岁，中国川剧表演艺术家。[128]
- 单耀海，84岁，中国辞书编纂家，中国社会科学院语言研究所编审。[129]
- 韓慧景（韓語：한혜경），57歲，南韓女歌手。[130]

### 14日
- 李承祥，87歲，中國舞台劇編導，原中央芭蕾舞團團長。病逝。[131]
- 李炳文，62岁，中国学者，中国矿业大学机电工程学院教授。[132]
- 老吉爾伯托·杜阿維（英语：Gilberto Duavit Sr.），84歲，菲律賓企業家和政治人物，GMA網絡（英语：GMA Network (company)）創立人、菲律賓眾議院議員。[133]
- 霍斯特·黑罗尔德（英语：Horst Herold），95岁，德国警官，原联邦刑事警察局（英语：Federal Criminal Police Office (Germany)）主席。[134]
- 马蒂·卡西拉（英语：Matti Kassila），94岁，芬兰电影导演。[135]
- 乔·奥斯本（英语：Joe Osborn），81岁，美国低音吉他手。[136]
- 愛德蒙·西梅奧尼（英语：Edmond Simeoni），84歲，法國政治人物與科西嘉民族主義領袖。[137]
- 让-皮埃尔·范罗瑟姆（英语：Jean-Pierre Van Rossem），73岁，比利时经济学家、政治家。[138]

### 13日
- 白力克上校（英語：Colonel Eric Black），92歲，英國軍人，香港地下鐵路公司第二任總經理（1980年－1986年）。[139]
- 肖恩·加蘭（英语：Seán Garland），84歲，愛爾蘭政治人物，前工人党總書記。[140]
- 諾亞·克利格（英语：Noah Klieger），92歲，以色列記者和體育管理人（×10特拉維夫馬卡比籃球俱樂部）。[141]
- 南希·威尔森（英語：Nancy Wilson），81歲，美國爵士歌手。[142]
- 袁木，90歲，中華人民共和國国务院研究室原主任，曾任國務院發言人。病逝。[143]
- 高金钿，78岁，中国国防大学原副校长。[144]
- 鄭貽春，59歲，中國異見人士、詩人、作家，被認為是《九評共產黨》的作者。[145]

### 12日
- 孟浪，57歲，中國當代詩人。死於肺癌。[146]
- 何奇，102岁，中国政治人物，原四川省计量局副局长。[147]
- 王连铮，88岁，中国农学家，原农业部副部长、党组副书记，中国农业科学院原院长、党组副书记。[148]
- 伊拉吉·达纳埃法尔德（英语：Iraj Danaeifard），67岁，伊朗足球运动员。[149]
- 科绍·费伦茨（匈牙利語：Kósa Ferenc），81岁，匈牙利电影导演。[150]
- 威廉·格纳齐诺（英语：Wilhelm Genazino），75岁，德国记者、作家。[151]
- 小W·布蘭特利·哈維（英语：W. Brantley Harvey Jr.），88歲，美國政治人物，前南卡羅來納州副州長（英语：Lieutenant Governor of South Carolina）、南卡羅來納州眾議院（英语：South Carolina House of Representatives）議員。[152]
- 内尔松·马丁内斯（西班牙語：Nelson Martínez），67岁，原委內瑞拉石油部長，涉貪入獄羈押，病後轉入軍人醫院，死於腎病。[153]
- 金聖愛（韓語：김성애），94歲，北韓領袖金日成第二任夫人。[154]（死亡發布日期）
- 約瑟夫·澤勒（英语：Joseph Zeller），100歲，美國政治人物，前宾夕法尼亚州众议院議員。[155]
- 童玉錦，94歲，馬來西亞華裔人物。房地產商人。曾任大馬福建社團聯合會（福聯會）前總會長等華裔團體職務。[156]
- 魏瑞玉，75歲，馬來西亞華裔教師。在教育界服務43年，1990年出任吉隆坡坤成中學校長至2018年退休。[157]

### 11日
- 威妮弗雷德·格里芬（英語：Winifred Griffin），86歲，新西蘭游泳運動員，大英國協運動會銀牌得主（1950年（英语：1950 British Empire Games）），死於癌症。[158]
- 沃爾特·威廉姆斯（英语：Walter Williams (footballer)），35歲，洪都拉斯足球運動員（維達（英语：C.D.S. Vida）、皇家蘇斯達托克（英语：C.D. Real Sociedad）、洪都拉斯國家隊），死於中風。[159]
- 张其军，91岁，中国摄影家，湖北省摄影家协会名誉主席。[160]
- 狄恆神父（英語：Fr. Alfred Joseph Deignan），91歲，旅居香港的愛爾蘭神父及資深教育家，香港及九龍華仁書院前校監。病逝。[161]

### 10日
- C·N·巴拉克利什曼（英语：C. N. Balakrishnan），84歲，印度政治人物，死於腎臟和心臟衰竭。[162]
- 法齐奥·法布里尼（義大利語：Fazio Fabbrini），92岁，意大利政治家。[163]
- 穆希魯爾·哈桑（英语：Mushirul Hasan），69歲，印度歷史學家。[164]
- 拉乌尔·亨特（英语：Raoul Hunter），92岁，加拿大雕塑家。[165]
- 佩德羅·希門尼斯（英語：Pedro Jimenez），63歲，美國製片助理，曾參與電視劇《權欲（英语：Power (TV series)）》，死於車禍。[166]
- 罗伯特·施佩曼（英语：Robert Spaemann），91岁，德国天主教哲学家。[167]
- 江丙坤，85歲，台灣政經人物，曾任經濟部長、海基會董事長等職，主動脈剝離。[168]
- 陳俊志，51歲，台灣LGBT紀錄片導演，代表作品《美麗少年》、《不只是喜宴》，死於心因性休克（高血壓心臟病兼併衰竭）。[169][170]
- 贺圣达，70岁，中国东南亚研究学者，云南省政府参事，云南省社科院原副院长。[171]
- 刘鸿珍，91岁，中国政治人物，原广西壮族自治区农牧渔业厅副厅级督导员、党组成员。[172]

### 9日
- 彭司勋，99岁，中国药物化学专家，中国药科大学教授，中国工程院院士。[173]
- 重由美子（日語：重 由美子），53岁，日本帆船运动员，死於乳腺癌。[174]
- 埃里克·安德森（英語：Eric Anderson），48岁，美国篮球运动员。[175]
- 蒂姆·巴塞特（英語：Tim Bassett），67岁，美国篮球运动员。[176]
- 罗伯特·伯格兰（英语：Robert Bergland），90岁，美国政治家。[177]
- 托尔·弗雷特海姆（挪威語：Tor Fretheim），72岁，挪威记者、儿童文学作家。[178]
- 約翰·約瑟夫·吉本斯（英语：John Joseph Gibbons），94歲，美國法官，前美国联邦第三巡回上诉法院首席法官。[179]
- 吉爾·普拉爾（英语：Guire Poulard），76歲，海地羅馬天主教主教，前天主教太子港總教區總主教，死於胰腺癌。[180]
- 里卡尔多·贾科尼（義大利語：Riccardo Giacconi），87岁，意大利裔美国天体物理学家，2002年诺贝尔物理学奖得主。[181]
- 威廉·布鲁姆（英語：William Blum），85岁，美国历史学家和作家。[182]
- 迈克尔·西摩（英语：Michael Seymour (production designer)），86岁，英国美术指导。[183]
- 傑拉德·科頓（Gerald Cotten），30歲，加拿大企業家，該國最大加密貨幣交易所QuadrigaCX的創辦人暨CEO，死於克隆氏症。[184]

### 8日
- 尹笑声，80岁，中国相声表演艺术家。[185]
- 王瑞林，88岁，中国人民解放军上将，邓小平的政治秘书，中共13、14、15届中央委员，14、15届中共中央军委委员，曾任解放军总政治部副主任、中共中央军委纪检委书记。[186]
- 柳德米拉·阿列克谢耶娃（英语：Lyudmila Alexeyeva），91岁，俄罗斯历史学家、人权活动家。[187]
- 恩里科·克里斯波尔蒂（英语：Enrico Crispolti），85岁，意大利艺术评论家、艺术史学家。[188]
- 梅爾文·杜馬爾（英语：Melvin Dummar），74歲，美國欺詐者。[189]
- 约兰塔·什奇平斯卡（英语：Jolanta Szczypińska），61岁，波兰政治家。[190]
- 戴維·韋瑟爾爵士（英语：David Weatherall），85歲，英國醫師和分子遺傳學家。[191]
- 艾芙琳·別列津（英語：Evelyn Berezin），93歲，美國女性電腦工程師，開發出世界第一部電腦化文字處理器（文書處理機），死於淋巴癌。[192][193][194]
- 米凯莱·蒙蒂（義大利語：Michele Monti），48岁，意大利柔道运动员。[195]

### 7日
- 劉駿耀，52歲，台灣記者、評論員，死於胰臟癌。[196]
- 鄭傳義，60歲，台灣企業家，星宇航空副董事長，曾任長榮航空總經理等職，死於肺癌。[197]
- 陶郅，63岁，中国工程勘察设计大师。[198]
- 贝利萨里奥·贝坦库尔·夸尔塔斯（西班牙語：Belisario Betancur Cuartas），95岁，哥伦比亚政治家，哥伦比亚总统（1982年至1986年）。[199]
- 李載壽（朝鲜语：이재수 (1958년)），60歲，韓國陸軍退役中將，前韓國國軍機務司令部司令。[200]
- 白樂晥（朝鲜语：백낙환），92歲，韓國醫生、教育家。[201]
- 瑞比·卡里（英语：Reby Cary），98歲，美國政治人物。[202]
- 哈坎·耶普松（英语：Håkan Jeppsson），57歲，瑞典體育高管，時任馬模FF主席。[203]

### 6日
- 蒲明海，98岁，中国军事人物，山东省军区副军职离休老红军、原济南军区炮兵副司令员。[204][205]
- 荷西·卡斯蒂略（英语：José Castillo (infielder)），37歲，委內瑞拉職業棒球運動員，曾效力委內瑞拉亞拉紅雀隊、中華職棒統一7-ELEVEn獅隊。死於交通意外。[206]
- 福林托什·哲泽（英语：Győző Forintos），83岁，匈牙利国际象棋特级大师。[207]
- 約瑟夫·喬福（英语：Joseph Joffo），87歲，法國作家。[208]
- 亞歷山大·米那耶夫（英语：Aleksandr Minayev (footballer, born 1954)），64歲，俄羅斯足球運動員。[209]
- 皮特·雪萊（英语：Pete Shelley），63歲，英國歌手、作曲家和吉他手，原為龐克樂團吵鬧公雞（英语：Buzzcocks）的成員。死於心臟病。[210]
- 路易斯·佛布納（英语：Luis Valbuena），33歲，委內瑞拉職業棒球運動員，曾效力委內瑞拉亞拉紅雀隊、美國職棒大聯盟休士頓太空人隊。死於交通意外。[206][211]

### 5日
- 許世勳，97岁，香港企业家，中建企業前董事会主席。[212][213]
- 康振黄，98岁，中国政治人物，民盟中央原副主席。[214]
- 黄金文，64岁，中国政治人物，广西贺州市人大常委会原副主任。[215]
- 梁金玉，100岁，中国军事人物，江苏省军区正师职离休老红军、原江苏省盐城军分区政治部组织科干事。[216]
- 田喜，31歲，中國愛滋病患者兼維權人士。死於心臟病。[217]
- 宋鉉燮（朝鲜语：송현섭），81歲，韓國政治人物，前韓國國會比例代表制議員。[218]
- 吉姆·豪斯（英语：Jim House），70歲，美國政治人物，前阿肯色州众议院議員，死於拖拉機事故。[219]
- 博比·特維諾（英语：Bobby Treviño），73歲，墨西哥棒球運動員（洛杉磯天使）[220]

### 4日
- 姜澄清，83岁，中国书法理论家、学者，病逝。[221][222]
- 卡德爾然·巴提洛夫（英语：Kadyrzhan Batyrov），62歲，吉爾吉斯商人和政治人物，死於心臟病。[223]
- 邁克爾·麥科米（英语：Michael McComie），46歲，千里達足球運動員及經理人（喬帕利克（英语：Joe Public F.C.）），死於腦瘤。[224]
- 尼卡·魯魯阿，50岁，格鲁吉亚政治家，文化部部长（英语：Ministry of Culture and Sports of Georgia）（2008-2012），死於心脏病。[225]
- 金濟英（朝鲜语：김제영），90歲，韓國記者、文學家。[226]

### 3日
- 嚴凱泰，53歲，臺灣企業家，裕隆集團董事長，死於食道癌。[227]
- 許曉暉，44歲，香港政治人物，民政事務局前副局長。病逝。[228]
- 陈广顺，94岁，南京大屠杀幸存者。[229]
- 易竹贤，83岁，中国现代文学研究专家、武汉大学中文系教授。[230]
- 江玉娇，54岁，中国英语语言文学学者，浙江师范大学特聘教授，雅温得第二大学孔子学院中方院长。[231]
- 马库斯·拜尔（英语：Markus Beyer），47岁，德国职业拳击手。[232]
- 安德烈·比托夫（英语：Andrei Bitov），81岁，俄罗斯作家。[233]
- 艾伯特·佛瑞爾（英语：Albert Frère），92歲，比利時企業家、首富。[234]
- 托比·耶塞爾（英语：Toby Jessel），84歲，英國政治人物，前下议院迪根咸選區代表議員。[235]
- 門迪·姆西曼（英语：Mendi Msimang），78歲，南非政治人物，前非洲人国民大会財務主管。[236]
- 杰夫·墨菲（英语：Geoff Murphy），80岁，新西兰电影制作人。[237]
- 羅慧夫（英語：Samuel Noordhoff），91歲，美國外科醫生及傳教士。曾獲中華民國紫色大綬景星勳章。巴金森氏症。[238][239][240]
- 何塞普·路易·努涅斯（英语：Josep Lluís Núñez），87岁，西班牙商人，巴塞罗那足球俱乐部主席（1978-2000）。[241]
- 金铁万（韓語：김철만），98岁，朝鲜政治人物，朝鲜劳动党中央委员、最高人民会议议员，朝鲜人民军大将，死於膀胱癌。[242]
- 馬斯坦娜瑪（Mastanamma），107歲，印度網上教學廚師，被譽為全球最年長YOUTUBER用家。病逝。[243]

### 2日
- 安迪，57歲，本名林富進，臺灣演員、諧星、電視主持人，死於食道癌。[244]
- 赵金华，94岁，南京大屠杀幸存者。[245]
- 刘春生，93岁，中国政治人物，原安徽省马鞍山市体委主任。[246]
- 王静，50岁，中国金融人物，中原证券首席风险官。[247]
- 廖一明，93岁，中国声乐教育家、男中音歌唱家、原上海歌剧院声乐教授。[248]
- 塞里·巴伊（英语：Séry Bailly），70歲，科特迪瓦作家和政治人物，前通訊部部長，死於手術併發症。[249]
- 盧恩·坎里米（英语：Luan Qerimi），89歲，阿爾巴尼亞演員。[250]
- 乌戈·德琴西（英语：Ugo De Censi），94岁，意大利-秘鲁神父。[251]
- 洛塔尔·鲍姆加腾（英语：Lothar Baumgarten），74岁，德国概念艺术家。[252]

### 1日
- 张首晟，55岁，美籍华裔物理学家，美国国家科学院院士。[253][254][255]
- 张欧影，43岁，前中国国家女子足球队运动员，死於肺癌。[256]
- 康视华，91岁，中国军事人物，北京卫戍区正军职离休干部、原第二炮兵副参谋长。[257]
- 肯·貝里（英語：Ken Berry），85岁，美國演員。[258]
- 塔拉蒙·比比（英语：Taramon Bibi），62歲，孟加拉國女性武裝分子（孟加拉民族解放軍），死於呼吸衰竭。[259]
- 恩尼奥·凡塔斯蒂基尼（英语：Ennio Fantastichini），63岁，意大利演员。[260]
- 伊万·卡塔德耶夫（英语：Ivan Katardžiev），92歲，馬其頓歷史學家。[261]
- 斯科特·斯蒂尔尼（英語：Scott Stearney），58岁，美国海军第五舰队司令，海軍中央司令部（英语：United States Naval Forces Central Command）指揮官，軍階中將。自殺。[262]
- 斯特凡妮·蒂金（英语：Stefanie Tücking），56岁，德国广播电视节目主持人。[263]
- 保尔斯·普特尼什（英语：Pauls Putniņš），81岁，拉脱维亚剧作家、记者和政治家。[264]
- 贝恩德·马丁（英语：Bernd Martin），63岁，德国足球运动员。[265]
- 乔迪·威廉姆斯（英语：Jody Williams (blues musician)），83岁，美国蓝调音乐家，死於癌症。[266]
- 玛丽亚·帕科姆（法语：Maria Pacôme），95岁，法国女演员。[267]
- 达夫·曼特尔（荷兰语：Dave Mantel），37岁，荷兰演员。[268]

### 日期不详
- 蒋月宝，69岁，中国金融人物，北京新兴东方航空装备股份有限公司监事会主席，中国银行北京分行原副行长、风险总监。[269]